# Ludum Dare
Ludum Dare ( с лат.  —  "дати гру"  ) - змагання з прискореної розробки комп'ютерних ігор у вигляді "геймджемів" . Ludum Dare був заснований Джеффом Хаулендом (англ. Geoff Howland ) і вперше був проведений у квітні 2002 року. Ludum Dare отримав освітлення у ЗМІ від джерел, таких як PC Gamer  та Wired  . Унікальною особливістю конкурсу є те, що учасники часто випускають відеозаписи розробки ігор  .

## Історія
Ludum Dare спочатку був інтернет-форумом . Перший конкурс, який часто називають «Ludum Dare Zero», відбувся у квітні 2002 року і зібрав 18 учасників. Зі зростанням популярності увага спільноти змістилася у бік змагань, а не форуму. Згодом проведення конкурсу було збільшено до 48 годин, оскільки 24 години вважали занадто коротким терміном  . З 2011 року кількість поданих ігор значно збільшилася, частково завдяки публічній популярності розробника Minecraft Маркуса Перссона  .
Під час Ludum Dare 35 у квітні 2016 року організатори визнали наявність проблем у системі оцінювання ігор. Зокрема, було виявлено, що деякі користувачі намагалися штучно підвищити рейтинги своїх ігор за допомогою альтернативних облікових записів. В результаті проведення конкурсу було припинено на невизначений термін до розробки нової платформи для проведення Ludum Dare  . Це викликало невдоволення спільноти, і Ludum Dare 36 у серпні 2016 року все ж таки відбувся — його організацією зайнялася адміністратор сайту та давній член спільноти під псевдонімом Sorceress. У зв'язку з раніше висловленими претензіями співтовариство шляхом референдуму вирішило відмовитися від етапу оцінки ігор, і переможці не були оголошені  .
Починаючи з Ludum Dare 44, розклад проведення конкурсу змінився: тепер він проходить двічі на рік – у квітні та жовтні. Це рішення було прийнято через труднощі Майка Каспшака з підтриманням колишнього графіка  .

## Правила змагань
Ігри на Ludum Dare подаються в одну із двох категорій: Jam або Compo.

### Jam
Jam – це найбільш відкрита категорія змагання, доступна всім.
Основні правила:
1. Можна працювати як у команді, так і поодинці.
2. Розробка гри займає 72 години.
3. Дозволено використання будь-яких інструментів, бібліотек та базового коду.
4. Допустиме використання сторонніх або заздалегідь підготовлених аудіо- та графічних ресурсів, але в цьому випадку учасник повинен відмовитись від участі у відповідних категоріях голосування (графіка, аудіо).
5. Дозволено настільні та карткові ігри, але через складність тестування вони можуть отримати менше оцінок.

### Compo
Compo – це класичний формат Ludum Dare, складніший варіант змагання.
Основні правила:
1. Розробник має працювати один (самостійно).
2. Весь ігровий код та контент мають бути створені протягом 48 годин.
3. Ігри мають бути засновані на темі.
4. Дозволено всі публічно доступні бібліотеки та middleware.
5. Дозволено всі утиліти для створення контенту та утиліти для розробників ( 3dsmax, Photoshop, Flash тощо).
6. До гри має бути доданий вихідний код.

### Додаткові правила
1. Після завершення 48 або 72 годин учасники мають додаткову годину на завантаження гри.
2. Після завантаження гри на сайт дозволено лише виправлення критичних помилок без додавання нових функцій.
3. Скріншоти завантажуються на сайт, а файли гри необхідно розміщувати на сторонніх хостингах.

## Значні проекти
Ігри, ⁣спочатку представлені на Ludum Dare:
- Broforce
- Friday Night Funkin'
- Hollow Knight
- Inscryption
- Loop Hero
- McPixel
- Mini Metro
- Minicraft
- The Republia Times
- Titan Souls